# グナエウス・マンリウス・ウルソ
グナエウス・マンリウス・ウルソ（ラテン語: Gnaeus Manlius Vulso、生没年不詳）は、共和政ローマのパトリキ（貴族）出身の政務官。紀元前189年にコンスル（執政官）を務めた。紀元前195年にはプラエトル（法務官）として、シキリア属州の総督を務めた。執政官選挙には2度落選したが3度目に当選し、ローマ・シリア戦争のために東方に出征した。戦争はローマの勝利に終わるが、ウルソはシリアと同盟したガラティアに侵入し、現地の部族に勝利した。紀元前188年、シリアのアンティオコス3世との講和条約の締結に加わり、小アジアに新しい秩序を設立した。
ローマに戻ると、ウルソはその恣意的な行動と無能を理由として告発を受けた。現代の歴史家は、ウルソに対する告発はこの後直ぐに始まったスキピオ弾劾運動に関連していると考えている。ウルソは裁判に勝利を収めただけでなく、紀元前187年には凱旋式を実施している。紀元前184年のケンソル（監察官）選挙に出馬するが、マルクス・ポルキウス・カト（大カト）とルキウス・ウァレリウス・フラックスのコンビに敗れた。その後のウルソの消息は不明である。

## 経歴

### 出自
ウルソはローマで最も高貴な氏族の一つとされ、紀元前480年のグナエウス・マンリウス・キンキナトゥス以来継続的に執政官を輩出したマンリウス氏族の一員である。現代の歴史家はノーメン（第二名、氏族名）のマンリウスはエトルリア語起源ではないかと考えている。コグノーメン（第三名、家族名）のウルソは、マンリウス氏族が最初に使用したもので、エトルリア都市のウォルシニ（en、現在のボルセーナ）に由来すると思われる。
カピトリヌスのファスティによると、ウルソの父のプラエノーメン（第一名、個人名）はグナエウス、祖父はルキウスである。ドイツの歴史家F. Münzerは、祖父のルキウスとは紀元前256年と紀元前250年の執政官で、第一次ポエニ戦争を戦ったルキウス・マンリウス・ウルソ・ロングスと推測している。ロングスにはルキウス（紀元前218年の法務官）とプブリウス（紀元前210年の法務官）という二人の息子がいたことが資料から分かるが、グナエウスという年長の息子がいた可能性があり（おそらく第二次ポエニ戦争の初期に戦死）、彼がウルソの父である。ウルソには二人の兄弟がおり、一人は紀元前197年の法務官ルキウス、もう一人はアウルス・マンリウス・ウルソ (紀元前178年の執政官)である。アウルスは弟であると思われるが、グナエウスとルキウスのどちらが年長かは分からない。

### 初期の経歴
紀元前197年、クルスス・ホノルム（名誉のコース）の第一段階であるアエディリス・クルリス（上級按察官）に就任している。同僚はプブリウス・コルネリウス・スキピオ・ナシカであった（スキピオ・アフリカヌスの従兄弟）。両者はローマ大祭（en）を三度開催しているが、「より壮大に開催され、これまで以上に多くの人が喜んで参加した」とされる。ウルソが示した富と気前の良さは、彼の政歴を開いた。
紀元前195年、プラエトルに就任し、シキリア属州の総督となった。シキリアは祖父のルキウスが第一次ポエニ戦争で戦った地であり、前年の属州総督は兄弟のルキウスであった。属州総督として、ウルソはデロス島のアポロ神殿の声域に、金の花冠を送ったことが知られている。
紀元前193年末、翌年の執政官選挙に立候補した。この選挙戦は激しいものであった。他にはスキピオ・ナシカとルキウス・クィンクティウス・フラミニヌスがパトリキから立候補しており、プレプス候補はマニウス・アキリウス・グラブリオ (紀元前191年の執政官)、ガイウス・ラエリウス、ガイウス・リウィウス・サリナトル、グナエウス・ドミティウス・アヘノバルブス (紀元前192年の執政官)の4人で、最も激しく争ったのは、フラミニヌスとスキピオ・ナシカであった。フラミニヌスを兄で第二次マケドニア戦争の勝者である紀元前198年の執政官ティトゥス・クィンクティウス・フラミニヌスが、スキピオ・ナシカを従兄弟の第二次ポエニ戦争の英雄で二度執政官を務めていたスキピオ・アフリカヌスが支援した。結果はフラミニヌスが当選し、プレプス執政官はアベノバルブスであった。
翌年も執政官選挙に出馬し、スキピオ・ナシカ、ルキウス・スキピオと争ったが、勝ったのはスキピオ・ナシカであった。その次の年、紀元前191年にはウルソは立候補していない。これはアンティオコス3世を相手にローマ・シリア戦争が戦われており、執政官のスキピオ・ナシカだけでなく、スキピオ・アフリカヌスも参謀として出征していたため、翌年の執政官も「スキピオ派」がなるべきとの風潮があったためである。結局アフリカヌスの弟のルキウス・スキピオ（この戦争での勝利によりスキピオ・アシアティクスと呼ばれるようになる）と、アフリカヌスの親しい友人であるガイウス・ラエリウスが執政官に選ばれている。
紀元前190年、三度目の出馬を行った。プレプス側の立候補者はマルクス・フルウィウス・ノビリオル (紀元前189年の執政官)の一人だけで、彼はウルソを支援していた。他方、パトリキ側立候補者は3人；ウルソ、マルクス・アエミリウス・レピドゥス (紀元前187年の執政官)、マルクス・ウァレリウス・メッサッラ (紀元前188年の執政官)であった。下馬評ではメッサッラであったが、必要な得票数を得たのはノビリオルのみであったため、彼が翌日同僚を決める選挙を管理し、ウルソが当選した。

### 執政官とガラティア戦争

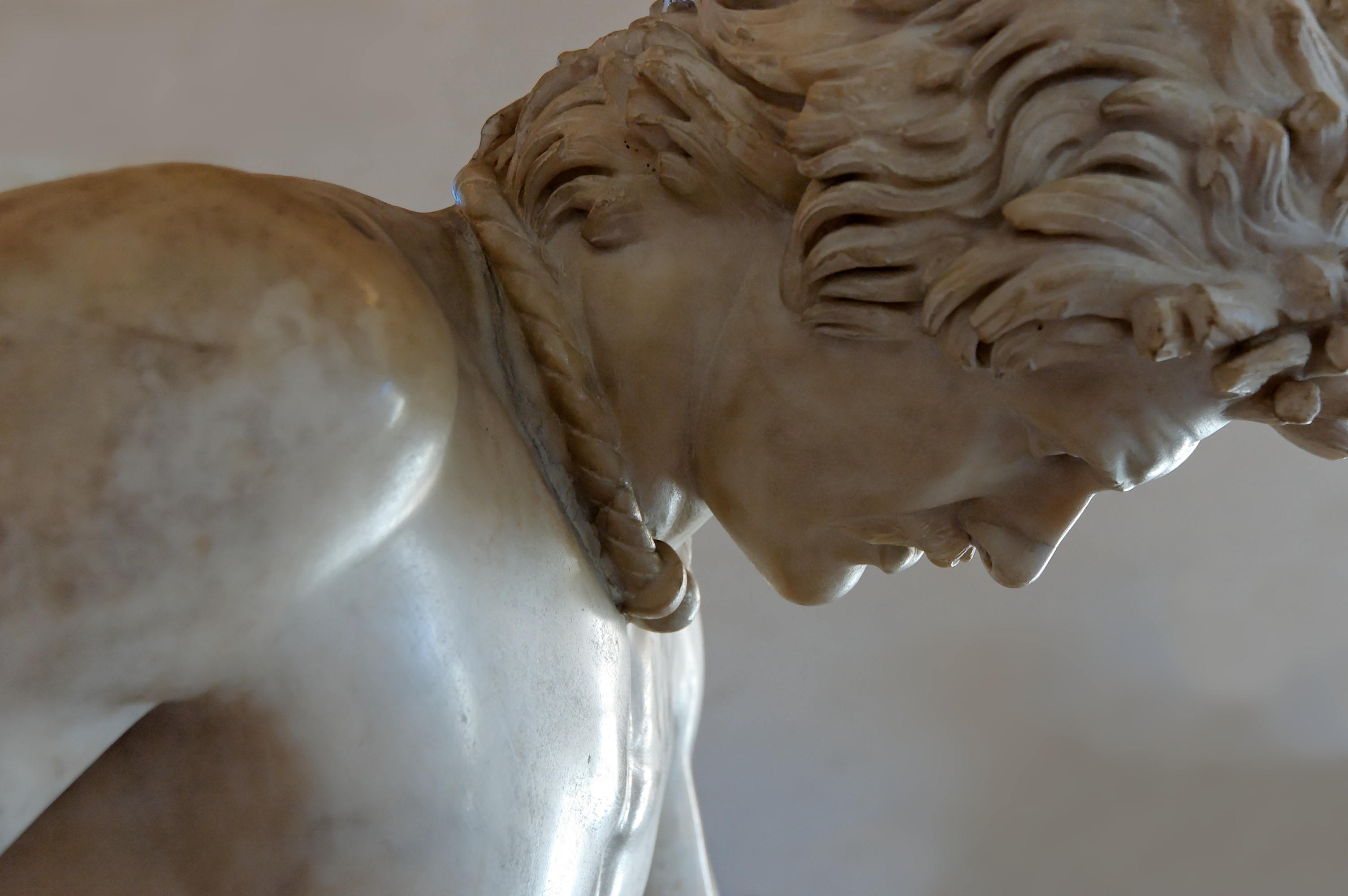
瀕死のガラティア人。ヘレニズム時代の彫刻のローマでの複製

紀元前189年、執政官に就任したウルソとノビリオルは、スキピオ兄弟に代わってアンティオコス3世と戦うこととなった。くじ引きの結果、ウルソは小アジアでの戦線を担当することとなり、ノビリオルはアエトリア同盟と戦うこととなった。しかし、その直後にスキピオからの使者がローマに到着し、マグネシアの戦いでの勝利とともにアンティオコスが講和を求めていることを知らせてきた。元老院はスキピオ兄弟が提案した講和条約の素案を認めたが、ウルソの軍事任務は「恐れのためでもあるが、しかしながらガリア人（ガラティア人）との戦いが必要であるために」中止あるいは縮小されることは無かった。ウルソは紀元前189年の春にエフェソスに上陸し、そこでスキピオ兄の軍の指揮を引き継ぎ、兵士に対してガラティアに侵攻することを伝えた。この新たな戦争は、ガラティアがアンティオコスと同盟していたことと、その地域の脅威であると言う理由で正当化された。
ウルソの軍にはペルガモンからの援軍も加わり、小アジアの南西部を進軍しながら、現地の部族に貢納金を供出させた。エフェソスからマグネシア（en）に至り、メンデレス川の左岸に沿ってピシディア（en）に到着すると、アンティオコスの息子から補給を請けた。そこから南東に針路を変え、フリギア南部のキビラに近づいた。キビラの僭主であるモアゲトは、15タレントの支払いで済ませようとしたが、ウルソは500タレント払わないなら周囲を略奪すると脅し、結局100タレントで妥結した。
キビラからは北方に転進し、ガラティア西部のトリストボギイ族（en）の土地に侵入した。ウルソはペシヌスとゴルディオンを無抵抗で占領した。ガラティア人達は妻子とともにオリンポス山（現在のウル山）に避難し、その険阻さを頼りに防衛拠点とした。しかし、ウルソは三方向からオリンポス山を攻撃し、ガラティア軍を容易に打ち破った（オリンポス山の戦い）。歴史家クィントゥス・クラウディウス・クァドゥリガリウス（en）によれば、この戦いで4万人のガラティア人が殺された。ウァレリウス・アンティアス（en）は1万とし、リウィウスは捕虜を少なくとも4万としている。
戦いの3日後、ウルソはアンキュラ（現在のアンカラ）を奇襲で占領した。テクトサギ族（ガラティアの三部族の一つ）は交渉による平和を求めた。彼らの目的はウルソを罠にかけることであったが、これには失敗した。するとテクトサギ族はトリストボギ族と同じ戦法を採用した。すなわちマガブ山に立て篭もった。さらには最後の部族であるトゥロクミ族（en）も加わり、ガラティア軍の兵力は5万に達した。にもかかわらず、ローマ軍は容易にガラティア軍を敗走させた。その後大量の戦利品が鹵獲された。「それ以前の何年もの間トロス山脈のこちら側を武力で支配してきたが、部族が消滅しなかったのが幸いであった」。ガラティア人はウルソに使節を送り、講和も求めた。ウルソは彼らを交渉のためにエフェソスに送った。そのときには既に秋になっていたため、彼自身は軍を率いたまま冬営に入った。

### 小アジアの平和
紀元前189年/188年の冬、ウルソは小アジアの幾つもの都市国家からの使節をエフェススに迎えた。彼らはウルソのガラティアに対する勝利と金の花冠の寄贈に感謝した。アンティオコス3世とカッパドキア王アリアラテス4世（en）も代表団を送った。アンティオコスはウルソに賠償金として2.500タレントを支払い、アリアラテスはアンティオコスを支援したことに対して許しを求めた。アリアラテスは600タレントを支払うこととなった（後にウルソが半額に減額した）。春になって、ウルソはその軍と共にパンフィリアに移動した。そこでアンティオコスの最後の拠点であったペルガ（en）からシリア兵を撤兵させた。

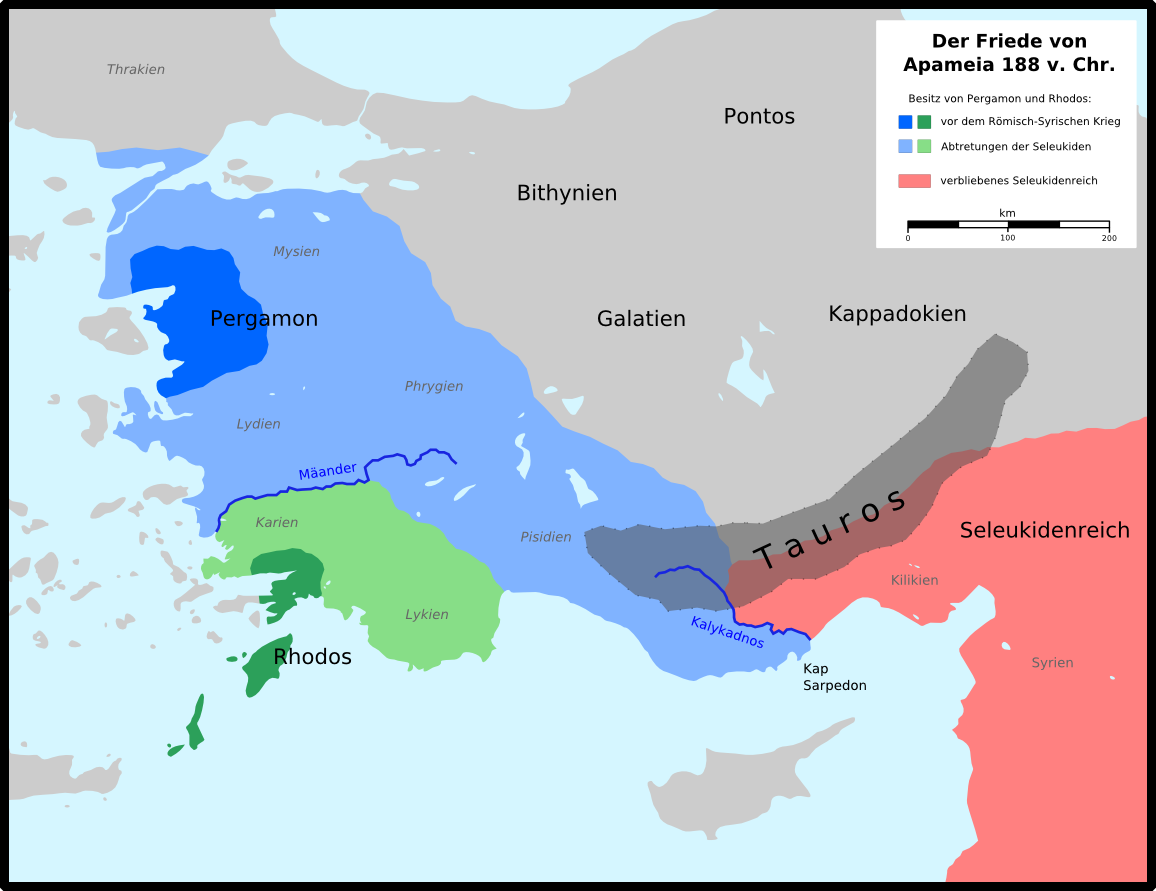
アパメイアの和約以降の小アジア。水色はペルガモン王国（青）、黄緑はロドス（緑）の獲得地域を示す

この頃には、ペルガモン王国のエウメネス2世とローマから派遣された10人の特別委員が小アジアに到着していた。これを知ると、ウルソも西部のアパメイアに戻り、アンティオコスとの講和条約の最終交渉に参加した（紀元前188年夏）。これは原則的にスキピオ兄弟が提案した素案を確認するものであった。アンティオコスは軍を小アジアから撤退させ、ほぼ全艦隊を廃棄し、戦象をローマに引渡し、莫大な賠償金（12年間で12,000タレント）を支払うこととなった。セレウコス朝の船はカリカドナ岬とサルペドン岬より西に入れなくなった。
紀元前188年の大部分を使って、ウルソはこの地域での新しい国境線の決定を行った。エウメネスはアンティオコスがヨーロッパ側に所有していた領土、ミュシア、フリギア、リュディアおよびイオニアに加えてカリア、リュキアおよびピシディアの一部を獲得した（結果ペルガモンは小アジア最強の国家となった）。ロドスはカリアとリュキアの一部を得た。

### ローマへの帰還
紀元前188年、軍と莫大な戦利品と共に、10人の特別委員を従えてローマに向かった。ヘレスポント海峡に到着したときに、ウルソはガラティアの処置を決定した。ガラティア人は「武装して国の周りを徘徊するという風習を止めなければならない」とされた。大量の戦利品をもったローマ軍は、海峡の反対側に渡り、トラキアを通過した。この行軍の途中に、ローマの軍列の大きさに誘惑されて現地の部族が何度も攻撃をかけてきたため、これを撃退しなければならなかった。この戦闘の一つで、10人委員会の一人で紀元前193年の執政官であったクィントゥス・ミヌキウス・テルムスが戦死している。ウルソ達がイリュリアのアポロニアに到着した時点で、季節はすでに冬になっていた。このため、ローマ軍はこの地で冬営に入った。この季節にアドリア海を渡るのは非常に危険だったからである。
翌年春、ブルンディシウム（現在のブリンディジ）に上陸し、ローマに進んだ。4月の終わりか5月の初めにはベロナに到着し、元老院に対して凱旋式の実施を求めた。しかし、10人委員の多くはこれに反対した - リウィウスは反対者としてルキウス・フリウス・プルプレオ（ウルソの個人的な政敵）とルキウス・アエミリウス・パウルス（後のマケドニクス） の名前をあげている。委員達は、ウルソが当初の合意に反してアンティオコスを捕らえようとしたこと、ガラティアに対する戦争を勝手に始めたこと、ペルガモンの利益になるように働いたこと、トラキアで有効な反撃ができなかったこと、を理由に訴えた。古代の歴史家は、両者の裁判での演説を引用しているが、F. Münzerは原文の断片が残っていたのだろうと考えている。この裁判は軍を率いて出征した執政官の現地での権限に関する問題であった。
委員達は、この年の執政官の一人であるマルクス・アエミリウス・レピドゥスの支持を得た。レピドゥスはマルクス・フルウィウス・ノビリオル (紀元前189年の執政官)の政敵であり、従ってウルソの政敵でもあった。にもかかわらず、元老院はウルソが凱旋式を実施することを認めた。ウルソの凱旋式では、212個の金の花冠、その他の多くの貴重な品々が街路を運ばれていった。ローマ人がこのように豪華な品々を見たのは始めてであった。

### ウルソとスキピオ

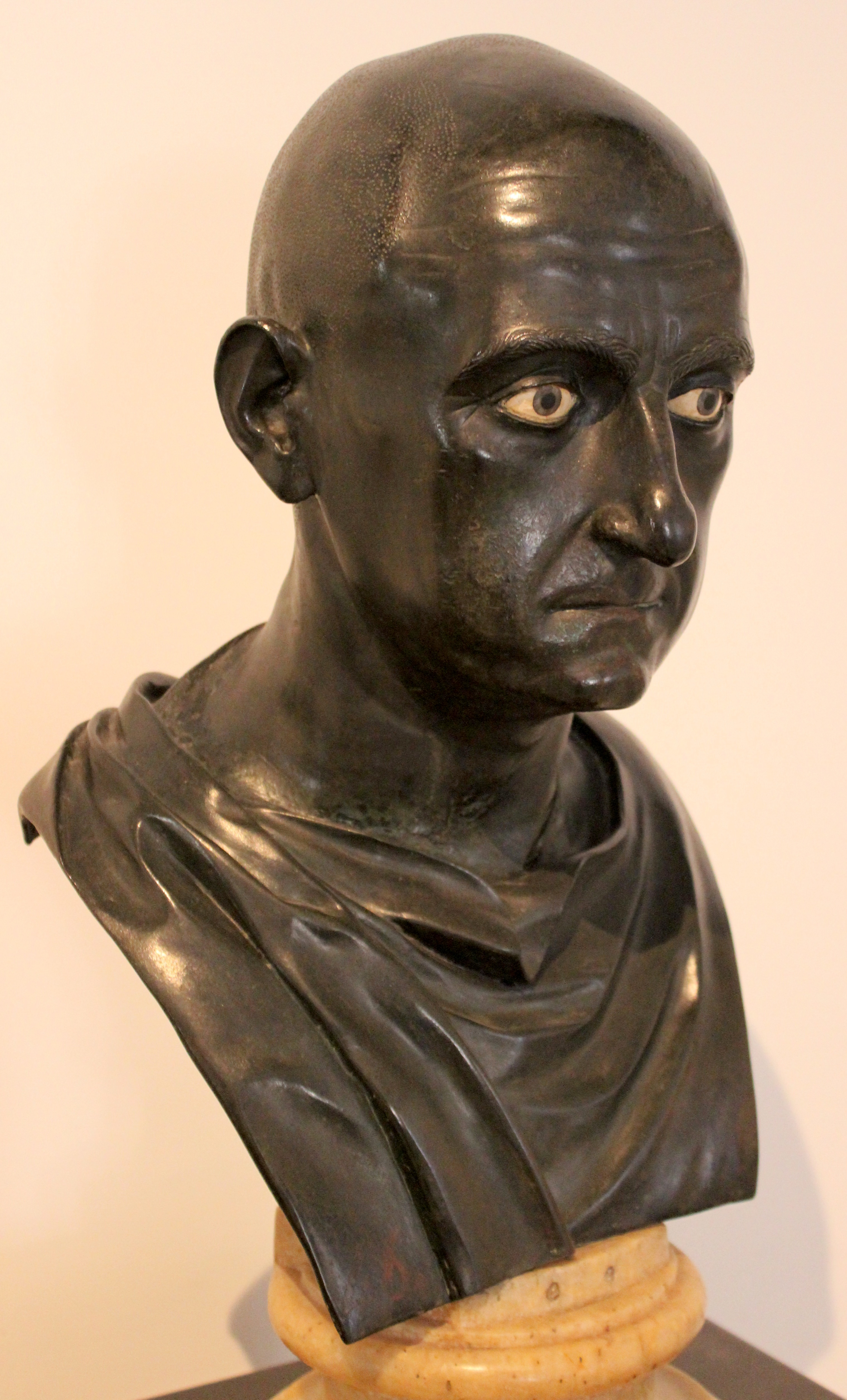
スキピオ・アフリカヌス

歴史科学では、ウルソに反対した委員達とスキピオ兄弟の関係に関して特別な注意が払われている。紀元前187年、護民官のクィントゥス・ペティッリウス・スプリヌスは、スキピオ・アシアティクスをアンティオコスから500タレント不適切な金銭を受け取ったと告発した。リウィウスによれば、この事件がウルソの件から注意を逸らすこととなり、結果ウルソは勝利し凱旋式実施の許しを得た。ポリュビオスはスプリヌスの要求は3,000タレントであったとする。このうち2,500タレントはアンティオコスがウルソに支払ったものであった。ウァレリウス・アンティアス（en）によれば、ウルソを訴追した一人であるプルプレオは、スキピオの審理中に調査期間の延長を要求しているが、これはあきらかにウルソの裁判を指している。
これに関しては、スキピオ・アシアティクスに対する訴訟はウルソに対するものと同時に始まったとの仮説がある。プルプレオは、ウルソに対する最初の訴訟では有罪に出来ないと考え、この「アンティオコス賠償金」問題を取り上げた。議論となった3,000タレントのうち、2,500タレントをウルソが受け取っていたため、ウルソに対する調査を正式に開始する必要がでてきた。しかし、大カトがこのスキャンダルを宿敵スキピオ・アフリカヌスの追い落としに使ったため、同時代の人々も年代記録者も、ウルソに対する関心が薄れてしまった。年代記録者は、明らかに重要性が低いとして、この事件に関する記録からウルソに関する部分を削除した。
カトのおかげでウルソは罪を免れた。ウルソは「スキピオ派」から攻撃されたとの別の見方もある。アシアティクスの兄アフリカヌスに対する訴訟は元老院によって却下された。

### 晩年
紀元前184年、翌年のケンソル選挙に立候補した。選挙戦は激しく、パトリキ側の立候補者はウルソの他に4名もいた。ルキウス・ウァレリウス・フラックス (紀元前195年の執政官)、以前ウルソを告発したプルプレオ、アフリカヌスの従兄弟のプブリウス・コルネリウス・スキピオ・ナシカ、さらにスキピオ・アシアティクスであった。プレプス候補者も4人あり、大カト、ティベリウス・センプロニウス・ロングス (紀元前194年の執政官)、マルクス・フルウィウス・ノビリオル (紀元前189年の執政官)、マルクス・センプロニウス・トゥディタヌス (紀元前185年の執政官)であった。
カトとフラックスのコンビはその前年にスキピオ兄弟に対する訴訟に勝利したため高名を得ており、当選の可能性が最も高いと思われていた。このような中、他の候補者達はお互いに協力することとした。カトは彼の対立候補を自力で戦おうとしていないと非難し、自分達だけが純粋に倫理のために戦えると訴え、有権者に対して自身とフラックスに投票するように求めた。カトの激しさに対して、他の候補者は「穏やかさと迎合的態度」で訴えた。カトの戦法は選挙民の気分に一致しており、彼は最も多くの得票を得た。同年の執政官の一人だったルキウス・ポルキウス・リキヌスはカトの親戚であり、監察官選挙を監督したと思われるが、おそらくは何からの役割を果たしたと思われる。まず、プレプス監査官が選ばれ、カトが勝利した。このためパトリキ側ではフラックスの勝利が確実となり、ウルソは落選した。
この選挙の後、ウルソに関する記録は無い。

### 評価
ウルソの行動は、同時代の人からも、後の古代の歴史家たちからも非難されている。リウィウスは、マルクス・アエミリウス・レピドゥスに関する記載で、ウルソの小アジアでの行動を以下のように述べている。彼は「拙速に行動し、宣戦布告無しに国々を戦争の脅威にさらし、金銭のために世界を売った」。V. Kvashninによれば、大カトとその同僚の目には、ウルソが「スキピオ兄弟がローマの政策に与えた最悪のことを、自身の行動でも体現した」と映った。すなわち、軍を個人的な目的のために動かし、兵士を甘やかし、公共の利益を無視してノビレス（新貴族、ローマ支配層）の利益を優先した。スキピオは軍の規律は維持することができたが、ウルソはそれもできなかった。ウルソに対する告発は、紀元前189年のマニウス・アキリウス・グラブリオの戦利品横領に対する裁判や、大スキピオ弾劾運動（紀元前187年-紀元前184年）といった同時代の他の政治スキャンダルと同様のものである。これらの告訴は、国外でインペリウム（軍事指揮権）を持つ高位政務官の権限を制限するためものであった。

## 参考資料

### 古代の資料
- アウルス・ゲッリウス『アッティカ夜話』
- カピトリヌスのファスティ
- ティトゥス・リウィウス『ローマ建国史』
- プルタルコス『対比列伝』
- ポリュビオス『歴史』

### 研究書
- Vasiliev A. "Litigation over the Scipio brothers in the 80s II century. BC." // Political intrigue and litigation in the ancient world. - 2015. - P. 227-238 .
- Kvashnin V. "State and legal activity of Marc Portia Cato the Elder" - Vologda: Russia, 2004. - 132 p.
- Klimov O. "The Pergamum Kingdom. Problems of political history and state structure". - St. Petersburg. : Nestor-History, 2010. - 400 with. - ISBN 978-5-98187-475-8 .
- Trukhina N. "Politics and politics of the "golden age" of the Roman Republic" - M .: Publishing house of the Moscow State University, 1986. - 184 p.
- Broughton R. "Magistrates of the Roman Republic" - New York, 1951. - Vol. I. - P. 600.
- Gruen E. "The "Fall" of the Scipios" // Leaders and masses in the Roman world: studies in honor of Zvi Yavetz - 1995. - P. 59-90 .
- Kienast D. "Cato der Zensor. Seine Persönlichkeit und seine Zeit} - Heidelberg: Quelle & Meyer, 1954. - 170 p.
- Münzer F. "Manlius" // Paulys Realencyclopädie der classischen Altertumswissenschaft . - 1928. - Bd. XIV, 1. - Kol. 1149-1153.
- Münzer F. "Manlius 91" // Paulys Realencyclopädie der classischen Altertumswissenschaft . - 1928. - Bd. XIV, 1. - Kol. 1215-1222.
- Münzer F. "Valerius 173" // Paulys Realencyclopädie der classischen Altertumswissenschaft . - 1955. - Bd. VIII A, 1. - Kol. 16-20.
- Scullard H. "Scipio Münzer F. "Manlius 91"Africanus. Soldier and Politician" - Bristole, 1970. - 299 p. - ISBN 0801405491 .
- Broughton, T. R. S. (1991). “Candidates Defeated in Roman Elections: Some Ancient Roman "Also-Rans"”. Transactions of the American Philosophical Society (American Philosophical Society) 81 (4):  i-vi+1-64. JSTOR 1006532.